# Die Hochbahnkatastrophe
Die Hochbahnkatastrophe ist ein Kriminalfilm von 1921 der Filmreihe Harry Hill.

## Handlung
Die Betreibergesellschaft einer Hochbahn wird von Verbrechern erpresst, die mit Anschlägen drohen, falls man ihre Geldforderungen nicht erfüllt. Harry Hill sowie die Tochter des Hochbahndirektors, Alice Clausson, klären den Fall auf.

## Hintergrund
Die Produktionsfirma war Valy Arnheim-Film Richard Spelling, Berlin, der Erstverleiher Werner und Walter, Leipzig. Er hatte eine Länge von sechs Akten auf 2040 Metern (1. 365 Meter, 2. 360 Meter, 3. 420 Meter, 4. 325 Meter, 5. 325 Meter, 6. 245 Meter), das entspricht in etwa 110 Minuten Gesamtlaufzeit. In Finnland lief er gekürzt auf 1785 Meter. Die Filmprüfstelle Berlin verbot den Film am 10. Oktober 1921 wegen Gefährdung der öffentlichen Ordnung und Sicherheit und Anreiz zu ähnlichen Attentaten. Dem Einspruch der Produktionsfirma wurde von der Film-Oberprüfstelle Berlin am 25. Oktober 1921 stattgegeben, der Film wurde ungekürzt erlaubt, unterlag aber einem Jugendverbot. Am selben Tag fand die Uraufführung statt.

## Rezeption
“Die Hochbahnkatastrophe” lief vom Sonntag, den 6.  bis Montag, 7. August 1922 in den Lichtspielen Fermersleben.